# Nullarborvakteltrast
Nullarborvakteltrast (Cinclosoma alisteri) är en fågel i familjen vakteltrastar inom ordningen tättingar.

## Utbredning och systematik
Fågeln förekommer i sydöstra Western Australia och närliggande sydvästra South Australia. Tidigare behandlades den som underart till kanelvakteltrast (C. cinnamomeum) och vissa gör det fortfarande.

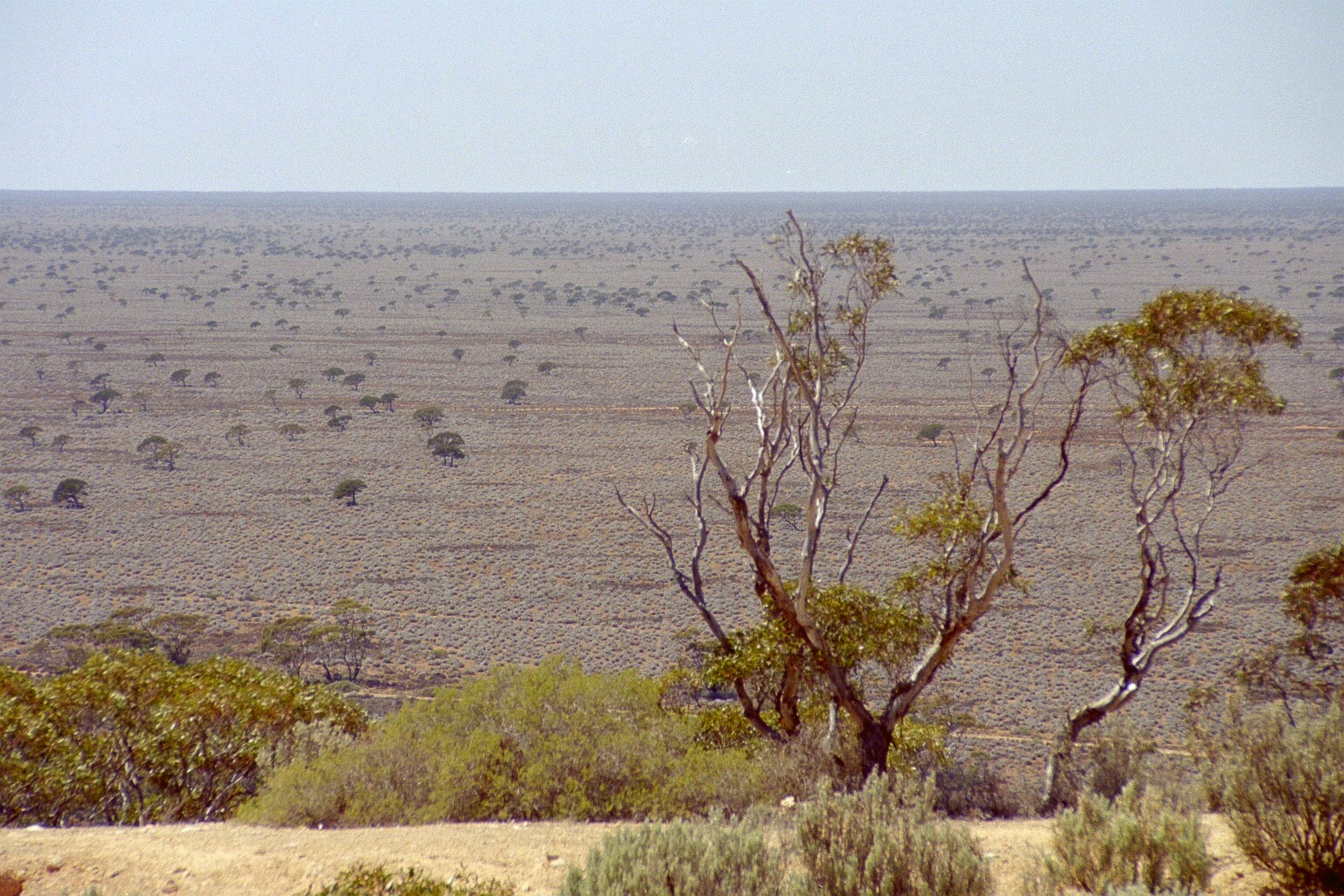
Nullarborslätten varifrån fågeln fått sitt namn.

## Status
IUCN kategoriserar den som livskraftig.